# Александровское сельское поселение (Азовский район)
Алекса́ндровское се́льское поселе́ние — муниципальное образование в Азовском районе Ростовской области.
Административный центр поселения — село Александровка.

## Административное устройство
В состав Александровского сельского поселения входят:
- село Александровка
- хутор Красная Заря
- хутор Красная Поляна
- посёлок Ленинский Лесхоз
- хутор Нижняя Козинка
- хутор Христичёво
- хутор Цыганки

## Население
| 2010  | 2012  | 2013  | 2014  | 2015  | 2016  | 2017  |
| ----- | ----- | ----- | ----- | ----- | ----- | ----- |
| 5523  | ↘5372 | ↘5238 | ↘5222 | ↘5004 | ↘4945 | ↘4880 |
| 2018  | 2019  | 2020  | 2021  |       |       |       |
| ↘4875 | ↘4794 | ↘4783 | ↗5520 |       |       |       |